# هود هشارون

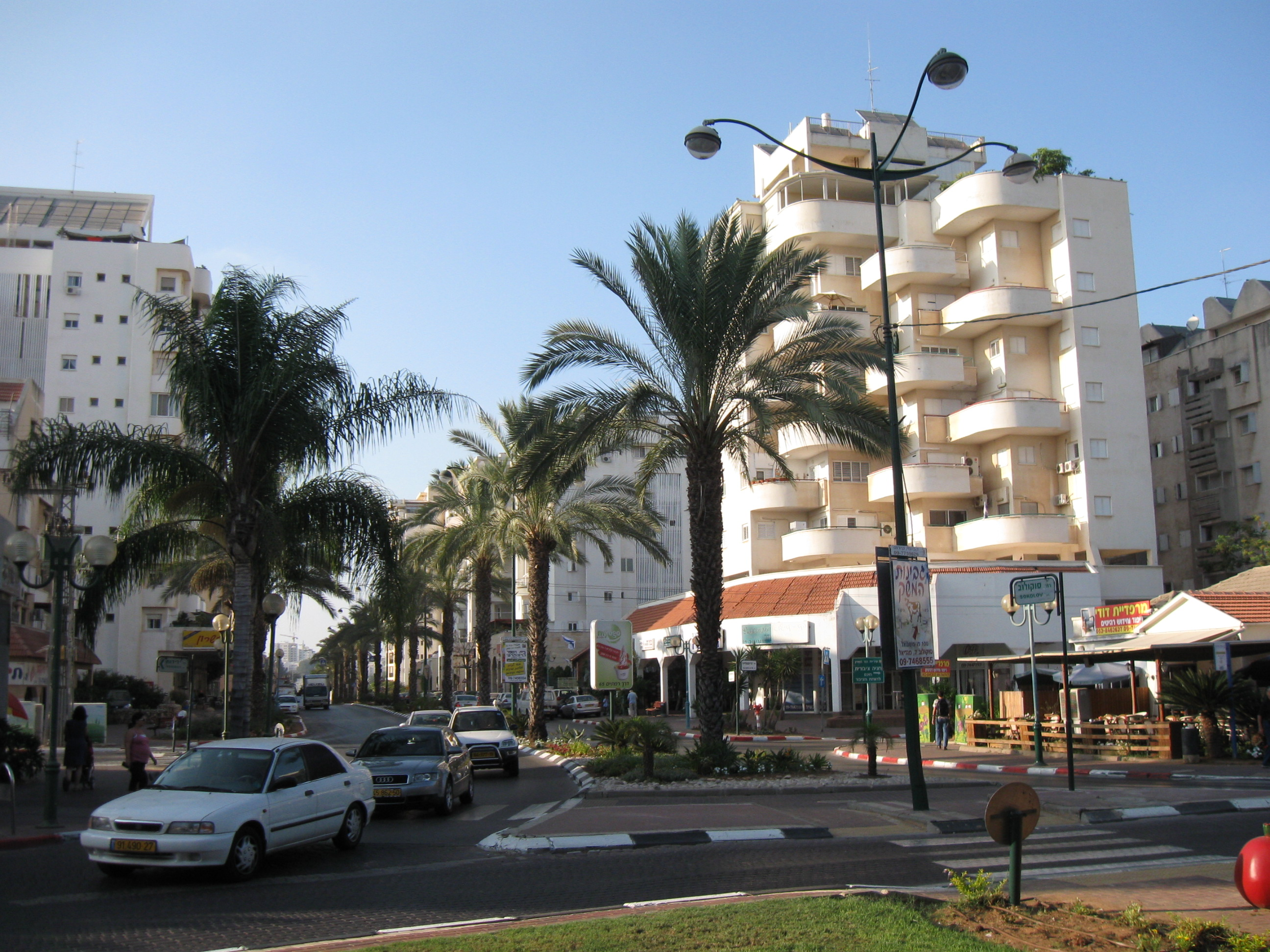
هود هشارون.

هود هاشارون (بالعبرية: הוֹד הַשָּׁרוֹן) مدينة إسرائيلية، تقع في اللواء الأوسط إلى الجنوب من مدينة كفر سابا، و غرب جدار الفصل مع الضفة الغربية. تأسست عام 1964 بإتحاد 4 مستوطنات يهودية، وأصبحت مدينة عام 1990. تبلغ مساحتها 19.2 كم2، كما بلغ عدد سكانها في عام 2007 قرابة 45,700 نسمة.

## توأمة
لهود هشارون اتفاقيات توأمة مع كل من:
- دورستن
- سينايا

## معرض صور

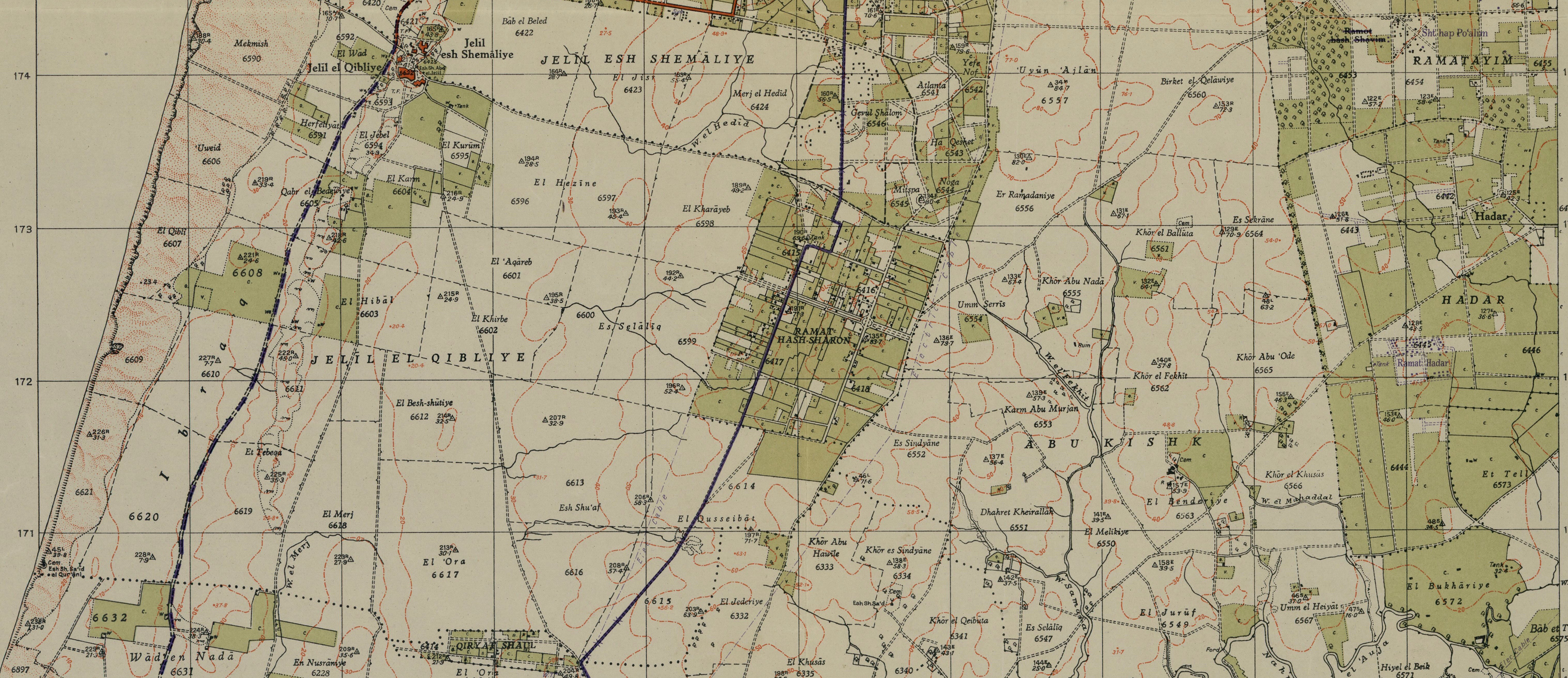
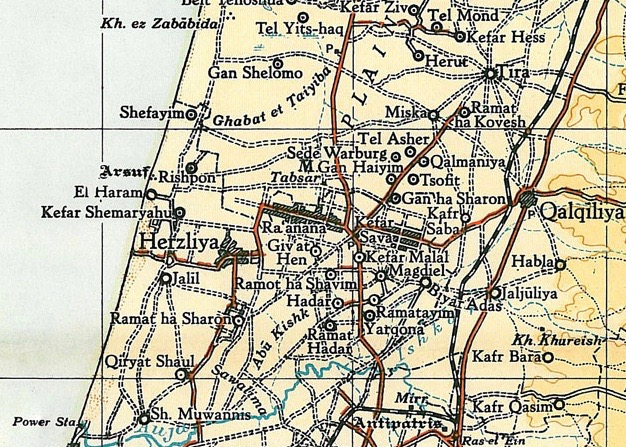
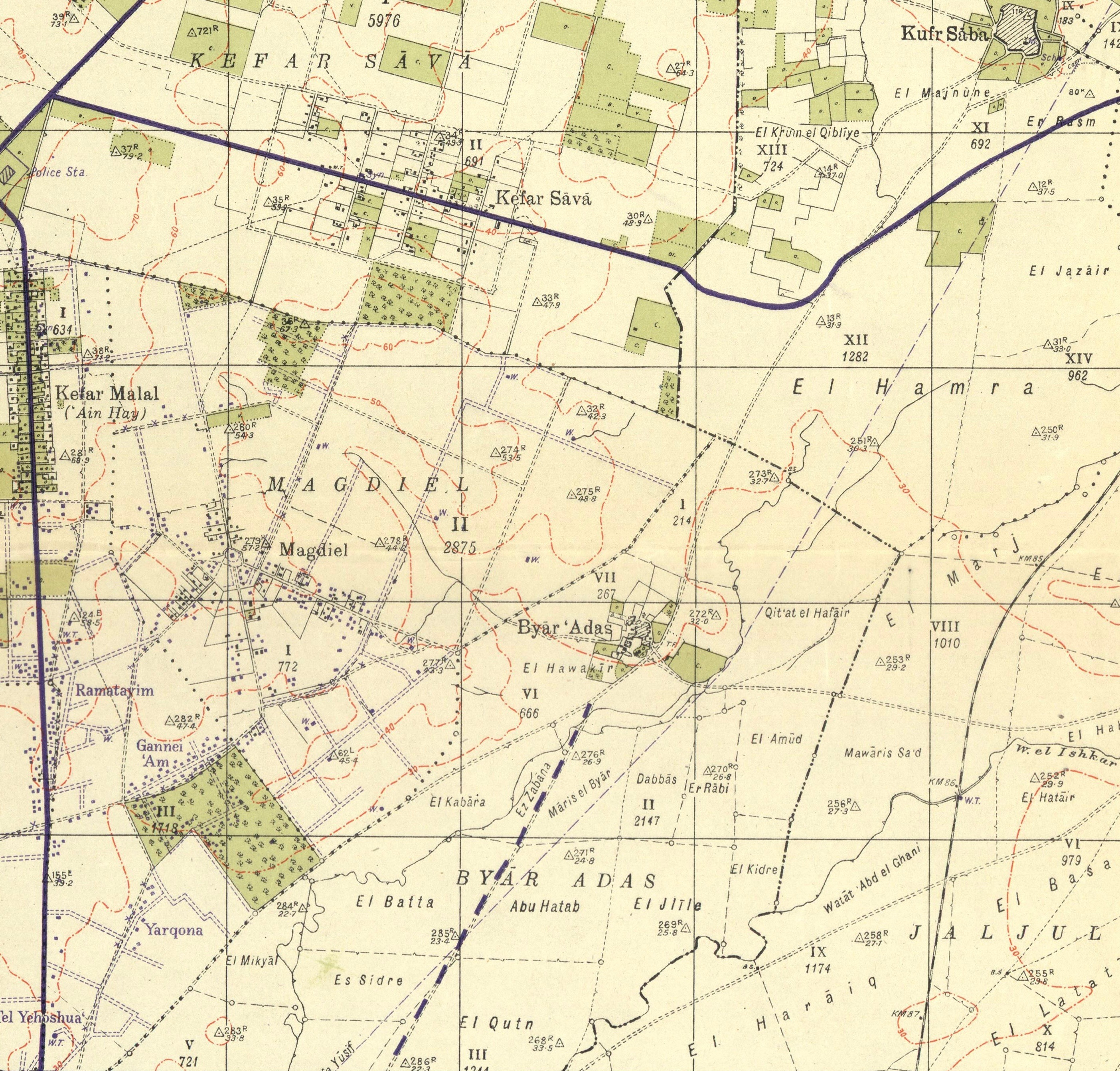

## أعلام
- نيتا بارزيلاي
- رون أراد
- نوام ميلس
- بار رفائيلي
- دور بيريتز